# Shadow the Hedgehog (jogo eletrônico)
Shadow the Hedgehog (シャドウ・ザ・ヘッジホッグ, , Shadō za Hejjihoggu) é um jogo eletrônico da franquia Sonic the Hedgehog, protagonizado pelo anti-herói Shadow the Hedgehog. O jogo foi produzido pela antiga SEGA Studios USA e lançado pela Sega em 2005 para Nintendo GameCube, PlayStation 2 e Xbox. É o primeiro jogo com personagens da franquia a utilizar armas.[carece de fontes?] O segundo foi Sonic the Hedgehog, lançado mais tarde em 2006.

## História

Completar as missões "Normal", "Dark" ou "Hero" determina quais níveis podem ser jogados posteriormente. Cada caixa representa um nível e cada caixa vermelha ou azul representa uma missão de chefe no final do jogo. As linhas coloridas que conectam os níveis mostram como a conclusão de certas missões afeta o enredo.

O jogo é centrado na busca de Shadow por seu passado. O ouriço não se lembra de nada, se é o verdadeiro Shadow the Hedgehog ou apenas uma cópia feita pelo Dr. Robotnik. Os aliens Black Arms descem do Céu, vindo do Black Comet, com Black Doom liderando-os. O quarto olho de Black Doom, chamado de Doom's Eye, aparece para Shadow e reproduz um holograma. Black Doom diz que o dia se aproxima, e que Shadow vá buscar as 7 esmeraldas, como prometido. Shadow imagina que Black Doom possa finalmente lhe revelar seu passado, e vai atrás das Chaos Emeralds.
Em cada fase, no mínimo 2 lados para se escolher (apesar de ser 3 o mais comum): Hero (Herói), no qual Shadow se alia a Sonic e os seus amigos e/ou a G.U.N. na luta com os Black Arms, Neutral (Neutro), no qual ele atua sozinho, recolhendo as Chaos Emeralds por conta própria, e Dark (Escuridão) no qual o ouriço se une aos Black Arms para ajudá-los a conquistar o planeta e/ou ao Dr. Eggman para ajudá-lo a construir o seu império.
O Jogo oferece um total de 326 sequências para chegar até os 11 finais (excluindo o Last Story). Dependendo de como você finaliza uma fase (caminhos Hero, Neutral ou Dark), você irá parar em uma fase diferente.

## Desenvolvimento
“Shadow the Hedgehog tem uma personalidade muito mais sombria do que Sonic the Hedgehog. Em Sonic the Hedgehog, sua missão típica era ir vencer vilões, dá aos jogadores a escolha de tomar o lado dos mocinhos ou dos vilões, dando ao jogador a escolha no jogo."

—Takashi Iizuka da Sonic Team
Shadow the Hedgehog foi desenvolvido pela Sega Studios USA, a agora extinta divisão dos Estados Unidos de Sonic Team da Sega, que o publicou. A Sega revelou pela primeira vez o jogo e seu slogan ("Hero or villain? You decide.") em 8 de março de 2005 na inauguração de Sonic the Hedgehog na Walk of Game. A Sega anunciou formalmente o desenvolvimento do jogo para os consoles de videogame Nintendo GameCube, PlayStation 2, e Xbox em 23 de março de 2005. No mesmo ano, a Sega lançou o jogo na América do Norte em 15 de novembro de 2005, na Europa em 18 de novembro de 2005, e Japão em 15 de dezembro de 2005.
Takashi Iizuka da Sonic Team e o co-criador da série Yuji Naka lideraram o desenvolvimento do jogo, com Iizuka atuando como escritor e diretor e Naka como produtor. Iizuka, que trabalhou na série Sonic the Hedgehog desde 1993, tinha como alvo um público mais jovem com jogos anteriores do Sonic e queria atrair um público mais velho com Shadow the Hedgehog.

## Dubladores
Aqui estão todos os dubladores de Shadow the Hedgehog.
| Dublador              | Personagem                                        |
| --------------------- | ------------------------------------------------- |
| Jason Griffith        | Shadow the Hedgehog / Sonic the Hedgehog          |
| Sean Schemmel         | Black Doom                                        |
| Caren Manuel          | Rouge the Bat                                     |
| Jeff Kramer           | E-123 Omega                                       |
| Amy Palant            | Miles "Tails" Prower                              |
| Lisa Ortiz            | Amy Rose                                          |
| Mike Pollock          | Dr. Eggman (Robotnik) / Professor Gerald Robotnik |
| Dan Green             | Knuckles the Echidna                              |
| Amy Birnbaum          | Charmy Bee                                        |
| Erica Schroeder       | Secretário                                        |
| David Wills           | Espio the Chameleon                               |
| Rebecca Honig         | Maria Robotnik                                    |
| James Carter Cathcart | Vector the Crocodile                              |
| Maddie Blaustein      | Presidente                                        |
| Marc Thompson         | Comandante da G.U.N.                              |